# Ketug
Ketug is een bestuurslaag in het regentschap Purworejo van de provincie Midden-Java, Indonesië. Ketug telt 1680 inwoners (volkstelling 2010).